# 布鲁克·本内特
布鲁克·本内特（英語：Brooke Bennett，1980年5月6日—），美国女子游泳运动员，主攻中长距离自由泳。她曾代表美国参加1996年和2000年夏季奥林匹克运动会游泳比赛，获得三枚金牌。